# Netwerkneutraal datacenter
Een netwerkneutraal datacenter (of carrier-neutraal datacenter) is een datacenter die verbindingen toestaat tussen meerdere telecommunicatie-serviceproviders en/of colocatieproviders toestaat. Netwerkneutrale datacenters bestaan over de hele wereld en verschillen in grootte en vermogen.
Terwijl sommige datacenters eigendom zijn van en geëxploiteerd worden door een telecommunicatie- of internetserviceprovider, worden netwerkneutrale datacenters beheerd door een derde partij die weinig of geen rol heeft in het leveren van internet aan de eindgebruiker. Dit bevordert de concurrentie en diversiteit doordat een server in een colocatiecentrum één provider, meerdere providers of alleen verbinding terug naar het hoofdkwartier kan hebben (terug naar de onderneming die eigenaar is van de server).
Een voordeel van hosting in een netwerkneutraal datacenter is de mogelijkheid om van aanbieder te wisselen zonder de server fysiek te verplaatsen naar een andere locatie.